# 吉川涅特
吉川涅特（1983年9月21日—），台湾魔术师，出生於日本大阪府大阪市，8歲回台灣，為擁有四分之一日本血統的華人，祖先為日本江戶時代的「忍者」後裔，有著「忍者」稱號，生活即席魔術創作者。與魔術師羅賓，李佳峰，陳日昇等人拍攝一系列近百部魔術作品，超過10年商業行銷廣告經歷現為網路電視、廣告媒體工作者兼魔術顧問。2012年創立涅特影像工作室與視覺藝術設計大師蕭青陽合作完成許多影像得獎作品、魔術經歷數十年，著作 Ringja、NiPhone
知名經歷有華歌爾、必勝客廣告、清心福全、歐美品牌SwtichEasy、Boomdio、日本清酒獺祭、八海山紀錄片

## 著作
- 2013年4月27日：《忍戒》〈涅特作品〉
- 2015年7月31日：《忍機》〈涅特作品〉

## 外部連結
- 吉川涅特Facebook
- 吉川涅特youtube （页面存档备份，存于）
- 涅特影像工作室 niete-studio （页面存档备份，存于）